# Monumento a Plácido Álvarez-Buylla

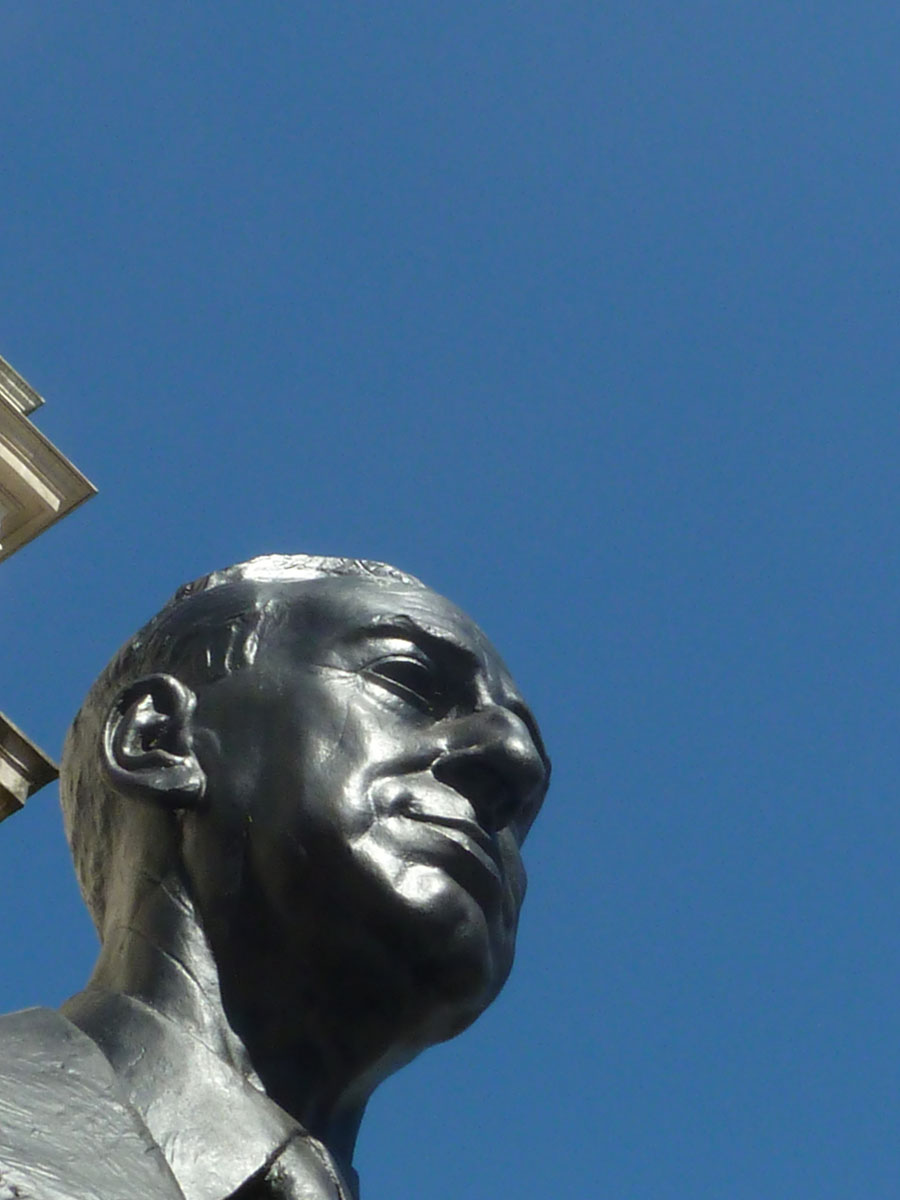
Detalle del monumento a Plácido Álvarez-Buylla.

El monumento a Plácido Álvarez Buylla, ubicado en la plaza del Carbayón, en la ciudad de Oviedo, Principado de Asturias, España, es una de las más de un centenar de esculturas urbanas que adornan las calles de la mencionada ciudad española.

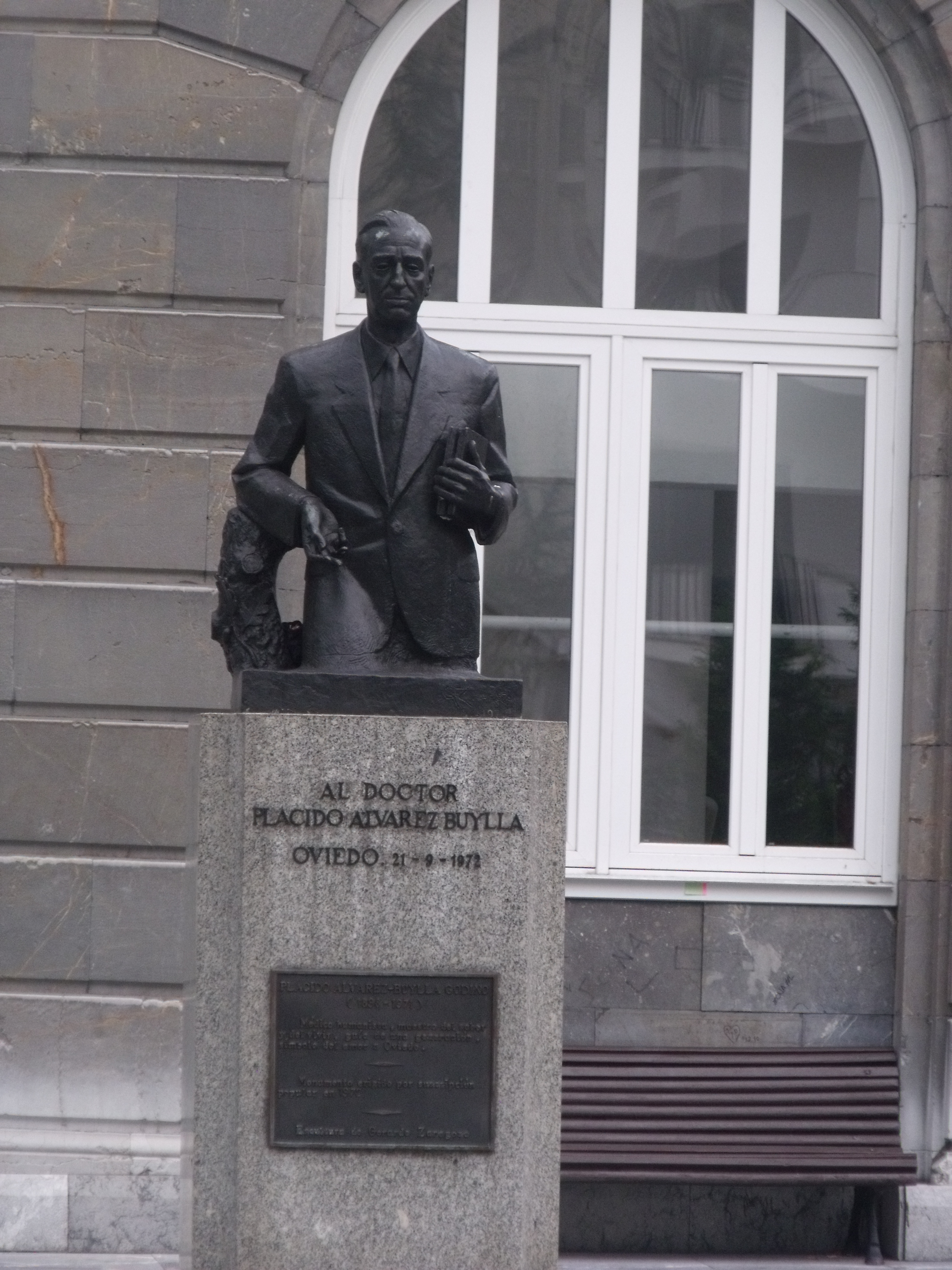

El paisaje urbano de esta ciudad se ve adornado por obras escultóricas, generalmente monumentos conmemorativos dedicados a personajes de especial relevancia en un primer momento, y más puramente artísticas desde finales del siglo XX.
La escultura, hecha en bronce, es obra de Gerardo Zaragoza, y está datada en 1972. Con el monumento se trató de homenajear al doctor Plácido Álvarez-Buylla Godino, hijo predilecto de Oviedo.